# Chlamydomyces diffusus
Chlamydomyces diffusus är en svampart som beskrevs av Bainier 1907. Chlamydomyces diffusus ingår i släktet Chlamydomyces, divisionen sporsäcksvampar och riket svampar.   Inga underarter finns listade i Catalogue of Life.